# Collier County
Collier County er et county beliggende i den sydlige del af den amerikanske delstat Florida. Hovedbyen i countiet er East Naples, og den største by er Naples. I 2013 havde countiet 339.642 indbyggere. 

## Historie
Countiet blev grundlagt 8. maj 1923, efter at det før havde været en del af Lee County i nordvest.

## Geografi
Ifølge United States Census Bureau er Colliers totale areal på 5.970 km², hvoraf de 795 km² er vand. 

### Grænsende counties
- Hendry County - nord
- Broward County - øst
- Miami-Dade County - sydøst
- Monroe County - syd
- Lee County - nordvest